# Martin Rosenberger
Martin Rosenberger (* 19. August 1994) ist ein ehemaliger deutscher Skeletonpilot.

## Werdegang
Martin Rosenberger begann 2010 mit dem Skeletonsport und wurde bei seiner ersten Deutschen Meisterschaft Ende 2011 Elfter.
Seit 2012 gehört er zum deutschen Nationalkader. In der Saison 2013/14 startete er erstmals bei einer internationalen Rennserie im Europacup, wo er bereits bei seinem zweiten Rennen mit einem dritten Platz auf das Podest fuhr. Im Januar 2014 gewann er auf seiner Heimbahn in Königssee seine ersten beiden internationalen Rennen. In der Gesamtwertung belegte er hinter seinen Teamkollegen Dominic Rady und Axel Jungk den dritten Platz. Ein Jahr später nahm er erstmals am Intercontinentalcup teil, wo er nach einem 19. Platz bei seinem Debüt in Lillehammer in Königssee zwei dritte Plätze erreichte. Im Januar gewann er zudem zwei weitere Rennen beim Europacup in Igls. Bei der Juniorenweltmeisterschaft 2015 in Altenberg wurde er Fünfter und bei seiner ersten Weltmeisterschaft in Winterberg belegte er den 16. Rang. Zu Beginn der Saison 2015/16 erreichte er beim Intercontinentalcup in Lake Placid einen zweiten Rang sowie seinen ersten Sieg in diesem Wettbewerb; in Whistler folgten zwei weitere Siege. Nach zwei weiteren Podestplätzen mit dritten Rängen in Königssee gewann er die Gesamtwertung vor seinen Landsmännern Alexander Gassner und Kilian von Schleinitz.
Martin Rosenberger lebt in Bischofswiesen und startet für den WSV Königssee. 2014 begann er eine Ausbildung in der Spitzensportfördergruppe bei der Bayerischen Bereitschaftspolizei.